# Estitxu
Estitxu, ou Estibaliz Robles-Arangiz Bernaola (Briscous, Lapurdi, 4 de junho de 1944 -  24 de fevereiro de 1993, Bilbau, Biscaia) foi uma cantora basca, também conhecida como o rouxinol de Beskoitze.

## Discografia
- Estitxu ta Daikiris (1968, Cinsa). Ep
- Eskualdun makila (1968, Cinsa). Ep
- Bakarrik (1969, Cinsa). Ep
- Estitxu (1970, Herri Gogoa). Ep
- Una voz increíble (1970, Promus). Bilduma
- Agur Maria (1970)
- Umeentzat zoriona-Edurrez dena da xuria (1972, Columbia) 2 kanta
- Sólo tú, mi sueño de amor-Hallé un lugar (1972, Columbia) 2 kanta
- Guazen ikastolara-Gure astoa balaan (1972, Columbia) 2 kanta
- Estitxu (1972, Columbia) Bilduma
- Estitxu (1976, Columbia)
- Mendian (1976) 2 kanta
- Sabin (1978, OR) 2 kanta
- Zirikan (1978, Zirikan)
- Estitxu (1981, Columbia)
- Guraso'eri (1982, Agorila)
- Zortzikoak (1986, Xoxoa)
- Estitxu (1994, Agorila)